# Bertil Sandegård
Bertil Wilhelm Sandegård, född 16 september 1906 i Linköping, död 26 november 1980 i Ödeshög, Östergötlands län,  var en svensk målare.
Han var son till bokhandlaren Wilhelm Alfred Sandegård och Ida Gustava Charlotta Desideria Sjöberg och från 1936 gift med läraren Inga Wasén. Sandegård arbetade först som bokhandlare men ändrade inriktning 1938 och bedrev först självstudier inom konsten innan han studerade vid Signe Barths målarskola i Stockholm 1943–1944 och 1946. Han fortsatte därefter sina studier vid Académie Julian och vid André Lhotes målarskola i Paris 1948–1949 samt under studieresor till Italien och England. Separat ställde han bland annat ut på Metropolbiografen i Malmö 1950 och i Linköping 1954. Han medverkade i samlingsutställningar med Östgöta konstförening och grupputställningen Bygden och konsten som visades i Kävlinge. Bland hans offentliga arbeten märks en glasmålning för Annelövs kyrka 1970. Hans konst består av landskap och blomsterstilleben i olja eller akvarell.